# 哭喪女

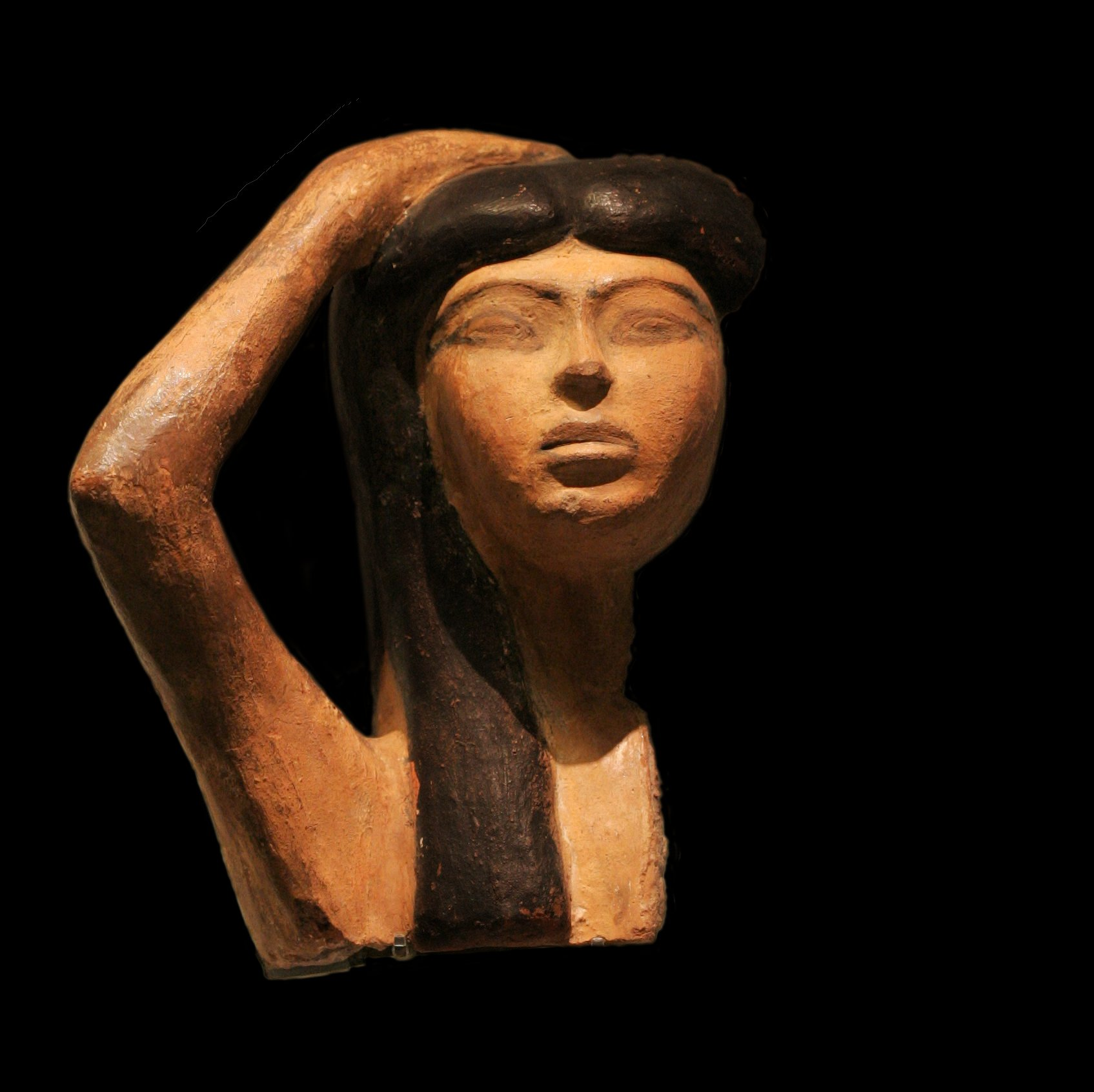
埃及十八王朝的哭喪女雕像

哭喪女，又稱哭孝女、哭喪婦，粵語稱喊口婆、哭婆，台灣又俗稱為孝女白琴（源自布袋戲《雲州大儒俠》中的角色孝女白瓊），日本稱為泣女（泣き女）、哭女（哭き女）、鳴女（鳴き女）、泣澤的（泣沢テ）、泣澤人（泣沢ビト）、泣澤婆婆（泣沢ババ）、泣澤老母（泣沢老母）、弔喪婆婆（弔いババ）等，朝鮮半島稱為代哭女（ ）或代哭者（代哭者） ，是一種喪禮相關職業，由女性擔任，專門受僱於喪禮中代哭，世界各地包括儒家文化圈、南亞、歐洲、美索不達米亞地區以至南美洲、非洲都有見到。在古埃及、古希臘和古羅馬等古文明已有出現。由於哭喪女這種特種代哭職業在現代一些地區並不常見，因此常常受到媒體的訪問。

## 背景
家裡有人逝世後，親朋好友前往葬禮弔喪，死者的家屬除了點頭致意，大部份因為失去親人的痛而會流下淚來，甚至嚎啕大哭。由於「哭」在一些文化的葬禮不單是情感的體現，還是重要的禮儀，有的死者家屬因哀慟欲絕或其他原因而哭不出來，親朋好友左鄰右舍會認為往生者的家屬不夠孝順，因此往生者的家屬會請哭喪女來代哭，並營造葬禮的哀傷氣氛，帶動家屬以哭泣宣洩悲痛情感。為了投入，有些哭喪女還會事先了解死者生平事跡。而哭喪女哭喪通常有一定條理，並非胡亂大哭，有如唱歌。由於哭喪女本身與喪家並不認識，她們也不是真的為死者逝世而痛哭，因此需要一些刺激眼睛流淚的物品如辣椒、薄荷等達到逼真效果。

## 各地情況

### 儒家文化圈
在儒家文化圈中包括葬禮在內的凶禮裡，哭稱為哭禮，是一種重要的禮儀，而不只限於情感的表達，而後世民間喪禮中的哭又以婦女為主，於是出現了專門代哭的哭喪女。哭喪女有專門的打扮，有些穿著普通的素服或喪服，有些穿著戲服。有些哭喪女不但要代哭，還要負責以悲慟的語氣唸祭文，甚至協助葬禮上其他事務如打扫、準備供品、摺冥鏹、上香等。 
在台灣這項職業很多都是祖傳職業，
2013年台灣喪葬文化中的孝女白琴被英國廣播公司BBC報導，記者採訪曾為台灣最年輕的孝女白琴劉君玲引起外國好奇，她也是承襲祖母與母親的職業傳承下去，後來還成立殯葬女子團體與公司、擴大斌葬相關服務項目。
在中國大陸，有些哭喪女是從事其他職業後改行，文革時曾被視為「封建遺毒」而禁止，改革開放後又再興起，但近年開始式微。在廣州，哭喪女是照早、午、晚哭三次，也有些會在中間多喊一次，除了哭之外還會喊輓詞 。
在日本，一些地區的哭喪女是以報酬所得到的米量來計算哭的程度，如「五合泣」」、「X升泣」」（「一升泣」、「二升泣」等）之類的名稱來表示哭的程度。
在朝鮮半島，至今儒家思想依然影響人們的日常生活，傳統葬禮上也常會僱用哭喪女

### 南亞
印度教傳統上不容許高種姓的婦女在公開場合過於暴露情感，於是高種姓的家庭在葬禮上就會聘用哭喪女代哭，哭喪女則屬於較低種姓。她們穿上黑衣，披頭散髮，在葬禮上捶胸嚎哭、抽搐似地跳舞、滾地大哭等。

### 歐洲
古希臘人會在葬禮上僱用哭喪女，《伊索寓言》中就有一則故事《富人與哭喪女》提及當時的職業哭喪女，而法國小說家奧諾雷·德·巴爾扎克也在他的作品《高老頭》中提及到主角的葬禮上僱有兩名哭喪女代哭，俄國的克雷洛夫亦在他的一篇寓言也提到職業哭喪女。
現代馬爾他島的葬禮中一般要僱二至三位哭喪女來哭喪。

### 中東地區
在烏爾第三王朝時的喪禮中有僱用哭喪女。猶太人葬禮上也會僱用哭喪婦。《聖經》舊約耶利米書提到當時以色列人有職業哭喪女 。

### 古埃及
古埃及壁畫、雕塑常有描繪葬禮中的哭喪女。

### 南美洲
哥倫比亞人有在葬禮上僱用哭喪婦的習俗。此習俗也見於巴西等其他南美洲國家。

### 非洲
在象牙海岸，除了喪家會僱用哭喪女外，也有些喪家的親友為了表達心意而僱哭喪女前往葬禮代哭。當地哭喪女的裝扮是穿著粗略繡上紅色和黑色圖案的衣服、戴頭巾，在葬禮上伏在死者身上痛哭。

## 社會觀感
南華大學生死學系生命禮儀研究中心副主任楊國柱認為，哭喪女能引導喪家在哀戚氛圍下「徹底宣洩心中的抑鬱難過」，起心理輔導作用。
另外，由於哭喪女是以哭作為謀生技能，需要演技，她們所哭的又非自己的親人，有些人認為僱用哭喪女是一種虛偽和愛面子的表現，是一種陋俗，阻礙文明健康發展，而哭喪女也用作比喻一些矯情、強作悲傷的表現。
與其他喪葬相關職業一樣，有些人認為哭喪女這種職業不吉利，於是避免和職業哭喪女交往，以致職業哭喪女的人際關係，尤其是戀愛、婚姻方面遇到困難。

## 外部連結
- 实拍葬礼上的职业“哭丧女”（页面存档备份，存于）